# Parco nazionale di Ras Muhammad
Il parco nazionale di Ras Mohammed (in arabo راس محمد) è un parco nazionale situato all'estremo sud della penisola del Sinai, in Egitto. Istituito nel 1983, si trova nelle vicinanze della località turistica di Sharm el-Sheikh.